# 이산요소법
이산요소법(離散要素法, 영어: discrete element method), DEM) 또는 개별요소법(個別要素法, 영어: distinct element method)은 분자동역학과 관련 있는 방법으로 입자법(粒子法, particle method)의 일종이다. 